# آرتوش هاریتونیان
آرتوش (به ارمنی: Արտուշ Հարիտոնյան) با نام کامل آرتوش هاریتونیان (درگذشتهٔ دی ۱۳۹۷ در لس آنجلس) خوانندهٔ و نوازنده ارمنی‌تبار اهل ایران بود.

## زندگی هنری
آرتوش هاریتونیان، معروف به آرتوش، تنها فرزندِ پسرِ خانواده بود و از کودکی به همراه پنج خواهرِ خود، به موسیقی گرایش داشت به طوری که با استفاده از چوب کبریت و سیم، یک گیتار برای خودش ساخت. او در ۱۶ سالگی یک ارکستر راه‌اندازی کرد و نخستین بار در هتل اینترکنتینانتال تهران به اجرای برنامه پرداخت. پس از مدتی «حسن عرب» که مدیر هتل آبادان و یکی از سرشناس‌ترین صاحبان کاباره در ایران بود، به وی پیشنهاد همکاری داد. پس از آن، آرتوش با یک ارکستر ایتالیایی به عنوان نوازندهٔ گیتار باس، همکاری خود را آغاز کرد و به شهرت بیشتری رسید.
او در سال ۱۹۷۱، با پیشنهاد «پرویز کهن» صاحبِ کابارهٔ درویش در نیویورک، به آمریکا مهاجرت نمود و خوانندگی و نوازندگی را ادامه داد. آرتوش در سال ۱۹۷۲ ترانه‌ای با نام «چمدان» منتشر کرد که با استقبالِ قابل توجهی مواجه شد. پس از آن، در سال ۱۹۷۵ به لس آنجلس رفت و با شهرتِ بیشتر، به فعالیت‌های خود ادامه داد. در ۱۹۷۶ آرتوش و ویگن تنها خواننده‌های لوس آنجلس بودند، و به تناوب در نایت کلابی بنام سون ویلز که تنها جایی بود هرشب موزیک ایرانی داشت می‌خوانند، البته بعداً یک دانشجو جوان بنام سعید به جمع خوانندگان لوس آنجلس إضافه شد، آرتوش در بیشتر برنامه‌ها و جشن‌های لس آنجلس و نیویورک حضور داشت. او در ادامهٔ فعالیت‌های هنری خود، در کنار هایده که به تازگی از ایران به آمریکا مهاجرت کرده بود، به اجرای برنامه پرداخت و پس از آن در کنار داریوش، کنسرتی را به اجرا گذاشت. نخستین ارکسترِ آرتوش در لس آنجلس، به رهبری آندرانیک آساطوریان شکل گرفت و پس از آن با هنرمندانی نظیر: اندی، کورس، نوریک و هیرو همکاری کرد. اندی و پس از آن کورس، در ارکستر آرتوش به نوازندگی می‌پرداختند و پس از آن فعالیت خود را در حیطهٔ خوانندگی ادامه دادند. از جمله هنرمندان دیگری که با آرتوش همکاری کردند می‌توان به: ناصر چشم‌آذر، منوچهر چشم‌آذر، مسعود فردمنش، کاوه حقیقی، واهیک اسکندری و … اشاره نمود.
آرتوش در سال ۱۹۸۰ با همسرِ خود «نوا»، ازدواج کرد. او در سال‌های پایانی زندگی به نقاشی می‌پرداخت و کارت‌پستال‌هایی را طراحی و منتشر می‌نمود.

## درگذشت
آرتوش، در دی ۱۳۹۷ درگذشت. پیکر او روز ۲۶ دی ۱۳۹۷ در هالیوود هیلز لس آنجلس به خاک سپرده شد.

## آثار هنری
آرتوش ۸ آلبوم موسیقی منتشر نمود که از نخستین آلبوم وی، با نامِ «چمدان»، به عنوانِ یکی از پرفروش‌ترین آلبوم‌های موسیقی ایران یاد می‌شود. این آلبوم به تهیه‌کنندگی فرخ آهی و توسط شرکت کلتکس منتشر شد که بیشتر ترانه‌ها و قطعات این آلبوم از ساخته‌های آرتوش است.